# Borissoglebsk
Borissoglebsk (en russe : Борисоглебск) est une ville de l'oblast de Voronej, en Russie, et le centre administratif du raïon de Borissoglebsk. Sa population s'élevait à 59 864 habitants en 2020.

## Géographie
Borissoglebsk s'étend sur la rive gauche de la rivière Vorona, près de sa confluence avec la rivière Khoper. Elle se trouve à 202 km à l'est de Voronej et à 571 km au sud-est de Moscou.

## Histoire
Borissoglebsk fut créée au milieu du XVIIe siècle et porte les noms des saints russes Boris et Gleb. 
Le fameux bolchévik Ivan Fioletov, l'un des 26 commissaires de Bakou, était né à Borissoglebsk.
En janvier 1906, Maria Spiridonova, une militante du Parti socialiste révolutionnaire, assassina l'inspecteur général de police G.N. Loujenovski à la gare de Borissoglebsk.
En 1923, une école militaire de l'Air fut établie à Borissoglebsk, où de nombreux aviateurs soviétiques apprirent à piloter : Alexeï Baliasnikov, Valeri Tchkalov, Viktor Talalikhine ou Alexandre Routskoï.
De 1954 à 1957, Borissoglebsk fit partie de l'oblast de Balachov.
En juillet 2025, l'aérodrome militaire de la ville, « base d’attache des avions ennemis Su-34, Su-35S et Su-30SM », est frappé par les forces spéciales ukrainiennes.

## Population
Recensements ou estimations de la population
| 1856  | 1897*  | 1926*  | 1939*  | 1959*  | 1970*  |
| ----- | ------ | ------ | ------ | ------ | ------ |
| 8 100 | 22 609 | 39 062 | 52 876 | 54 415 | 63 733 |

| 1979*  | 1989*  | 2002*  | 2010*  | 2014   | 2015   |
| ------ | ------ | ------ | ------ | ------ | ------ |
| 67 621 | 72 338 | 69 392 | 65 585 | 64 208 | 63 678 |

| 2016   | 2017   | 2018   | 2019   | 2020   | - |
| ------ | ------ | ------ | ------ | ------ | - |
| 63 131 | 62 669 | 61 765 | 60 878 | 59 864 | - |